# La Concierge
La Concierge je francouzský němý film z roku 1900. Režisérkou je Alice Guy (1873–1968). Film trvá zhruba jednu minutu a je volným dílem.

## Děj
Pán se vrátné zeptá na cenu pronájmu a jde si to pryč rozmyslet. Mezitím jde vrátná domů, kde na ni několikrát zazvoní škodolibé děti, které rychle utečou. Pán si to rozmyslel a vrací se zpět. Když na vrátnou zazvoní, vrátná v domnění, že se jedná o výtržníky na něj vylije kbelík s vodou. Muž je zmaten a rozzlobí se na vrátnou. Situaci se smíchem přihlíží děti a kolemjdoucí.